# Matteo Algeri
Matteo Algeri (Bèrgam, 15 de març de 1976) va ser un ciclista i actual director esportiu italià que fou professional entre 1999 i 2001.
És fill de Pietro Algeri i nebot de Vittorio Algeri, ambdós ciclistes.